# Peesontsteking
Peesontsteking, tendonitis of tendinitis is een ontsteking van een pees.

## Naamgeving
Peesontsteking is een veelvoorkomende diagnose in de klinische praktijk. Pijn in een pees lijkt volgens onderzoek echter vaker door tendinose (degeneratie van het peesweefsel) te komen, in plaats van door een pure ontsteking. Er zijn academici die beweren dat tendinitis zeldzaam is of zelfs niet bestaat, en dat de structurele afwijking in de pees praktisch altijd tendinose is. Wanneer tendinose gepaard gaat met pijn, wordt het dan een tendinopathie genoemd.

## Lokalisatie
Veelvoorkomende locaties van een peesontsteking zijn:
- de schouder, met name de pezen van de musculus supraspinatus en de musculus biceps brachii.
- de aanhechting van de extensoren van de pols, zoals de tennisarm (epicondylitis lateralis).
- de knie (met name de patellapees).
- de achillespees.

## Oorzaken
De meest voorkomende oorzaak van een peesontsteking is overbelasting door het maken van repeterende bewegingen, zware voortdurende belasting, vibraties of langdurige blootstelling aan kou.
Bij pianisten komt tendinitis vaak voor door te veel spanning in de armen bij het spelen.

## Behandeling
Er zijn verschillende mogelijkheden tot behandeling, die als doel hebben het verminderen van de pijn en vooral het herstellen van de functie:
- Relatieve rust wanneer de pijn te groot is geworden. Dit mag echter geen te lange periode zijn, zodat er geen bewegingsangst ontstaat die het proces juist verslechtert.
- Het gebruik van pijnstilling – NSAID's (Nonsteroidal anti-inflammatory drugs) worden vaak voorgeschreven omdat deze naast de pijnstillende ook een ontstekingsremmende werking hebben. Deze zijn echter vaak enkel nuttig om symptomen te onderdrukken en moeten zo kort mogelijk genomen worden, terwijl er gewerkt wordt aan de onderliggende oorzaak.
- Spalken of immobilisatie wordt nog weinig gedaan, gezien dit de belastbaarheid van het lichaamsdeel fel verlaagt en zo juist een slechtere uitkomst kan geven.
- Excentrische oefentherapie is vaak de belangrijkste behandeling. Deze moet in de juiste vorm, vaak genoeg en opbouwend uitgevoerd worden. Begeleiding van een fysiotherapeut is mogelijk. Een andere soort oefening met enige bewijskracht is heavy slow resistance training.
- Injectie met corticosteroïden. In de buurt van pezen wordt deze behandeling vermeden, wegens het risico op scheuren. Deze injectie geeft vaak een spectaculaire verlichting van de pijn, maar is slechts een tijdelijk hulpmiddel dat gekaderd moet worden in een bredere behandeling waarbij het lichaamsdeel versterkt wordt. Het mag niet gezien worden als een laatste redmiddel dat herhaaldelijk gebruikt blijft worden.
- Shockwavetherapie kan bij een langdurende tendinopathie overwogen worden, maar dan altijd in combinatie met oefentherapie. Deze heeft bij een deel van de gevorderde peesontstekingen een gunstig effect.
- Er zijn allerlei injecties, zoals PRP (platelet rich plasma), op de markt, maar deze hebben in wetenschappelijk onderzoek vaak weinig grote effecten getoond. Bij sommige mensen lijken ze echter wel te werken.

## Overig
Peesontsteking is een van de problemen die een rol kunnen spelen bij CANS.
| ICD-10 code | aandoening                     |
| ----------- | ------------------------------ |
| M65.2       | Tendinitis calcarea            |
| M75.2       | Tendinitis bicipitalis         |
| M75.3       | Tendinitis calcarea (schouder) |
| M76.0       | Tendinitis glutaealis          |
| M76.1       | Tendinitis psoasis             |
| M76.5       | Tendinitis patellaris          |
| M76.6       | Achillotendinitis              |
| M76.7       | Tendinitis peronaealis         |